# آلپک
آلپک (انگلیسی: Alpek) شرکت صنایع شیمیایی مکزیکی است، که در سال ۱۹۷۵ تأسیس شد.